# Carlos Raya
Carlos Raya Fernández es un guitarrista y productor musical español.

## Biografía
Su trayectoria comenzó en los años ochenta en el grupo de rock duro Sangre Azul. Entre 1998 y 2006 produjo los discos de Quique González (Personal, Salitre 48, Pájaros mojados, Kamikaces enamorados, La noche americana y Ajuste de cuentas), además de ser componente habitual en su banda de directo Los Conserjes de Noche. También participó como guitarrista de Antonio Vega en la grabación de dos discos: De un lugar perdido (2001) y Básico (2002), concierto grabado en el Círculo de Bellas Artes de Madrid, en él, Carlos participó con guitarra y mandolina. 
En 2002 comenzó a colaborar en M Clan, sustituyendo a Santiago Campillo. Con ellos grabó Defectos personales, Sopa fría, Retrovisión, Memorias de un espantapájaros, Para no ver el final y Arenas movedizas. En el período 2008-2012 se ha encargado de la producción de cada disco, y desde Sopa fría participa en la elaboración de los temas junto a Carlos Tarque y Ricardo Ruipérez.
En 2006 produjo y tocó en el disco Por la boca vive el pez de Fito y Fitipaldis y desde entonces ha participado en la producción de todos los discos y ha sido integrante de los Fitipaldis en cada gira. Dos son multitud (en directo con Andrés Calamaro Antes de que cuente diez En directo desde el Teatro Arriaga Huyendo conmigo de mí Fitografía "Cada vez cadáver" 
Recibió en marzo de 2010 el reconocimiento de Mejor Productor Artístico en los Premios de la Música, por su trabajo como productor en los álbumes Antes de que cuente diez de Fito y Fitipaldis y Bienvenidos. Un tributo a Miguel Ríos, en el que participan numerosos artistas. 
En 2011 recibió el Premio al Mejor Técnico de Sonido de la XV edición de los Premios de la Música de 2011 por su trabajo en Para no ver el final, de M-Clan.
También ha participado como productor en los cuatro álbumes de la banda del pianista Luis Prado, Señor Mostaza además de producir el álbum El Doble de tu Mitad de Rulo y la Contrabanda en 2015.
En 2024 produjo y tocó la guitarra acústica de 12 cuerdas en el tema "La Torre Picasso" de Arde Bogotá, incluida en el single del mismo nombre.
Aunque Carlos empezó como guitarrista de heavy metal, en los últimos años, se le ha visto empleando recursos de muchos otros estilos y utilizando, además de la guitarra eléctrica, instrumentos como la mandolina, el dobro, el Weissenborn, el Pedal Steel, el violín y técnicas como el de la guitarra slide.
Quizá sea uno de los músicos más versátiles y prolíficos en España, habiendo producido o tocado en discos de muchos artistas de diferentes estilos (rock, hard rock, pop, folk, flamenco o electrónica): MClan, Ariel Rot, Andrés Calamaro, Joaquín Sabina, Quique González, Antonio Vega, Rebeca Jiménez, Leiva, Señor Mostaza, Miguel Ríos, Sangre Azul, Pereza, Los Zigarros, Fito y Fitipaldis,  Dani Martín, Zoobazar, Fetén Fetén, Gastelo, Medusa, Los Galván, Patricia Oliver, Los Secretos, Clara Montes, Montse Cortés, Chambao, Echegaray, Dry River o Arde Bogotá entre otros.

## Discografía destacada

### Con Sangre Azul
- Obsesión (1987)
- Cuerpo a cuerpo (1988)
- El silencio de la noche (1989)

### Con Quique González
- Personal (1998, Universal Music)
- Salitre 48 (2001, Universal Music)
- Pájaros mojados (2003, Universal Music)
- Kamikazes enamorados (2003, Varsovia!!! Records)
- La noche americana (2005, Varsovia!!! Records)
- Ajuste de cuentas (2006, Dro Atlantic). Directo acústico (recopilatorio de sus cinco primeros discos, más 4 temas nuevos, grabado en estudio el 2 de febrero de 2006).
- En vivo desde Radio Station (2018, Varsovia!!! Records)
- Las palabras vividas (2019, Varsovia!!! Records)

### Con Antonio Vega
- De un lugar perdido (2001)
- Básico (concierto acústico en el Círculo de Bellas Artes de Madrid) (2002)

### Con M Clan
- Defectos personales (2002)
- Sopa fría (2004)
- Memorias de un espantapájaros (2008)
- Para no ver el final (2010)
- Arenas movedizas (2012)
- Dos noches en el Price (2014)

### Con Fito & Fitipaldis
- Por la boca vive el pez (2006)
- Dos son multitud (en directo con Andrés Calamaro 2008)
- Antes de que cuente diez (2009)
- En directo desde el Teatro Arriaga (2014)
- Huyendo conmigo de mí (2014)
- Fitografía (2017)
- Cada vez cadaver (2021)

### Con Leiva
- Pólvora (2014)
- Monstruos (2016)
- Nuclear (2019)
- Madrid Nuclear (Disco en directo) (2020)
- Cuando te muerdes el labio (2021)
- Gigante (2025)

### Con Los Zigarros
- Los Zigarros (2013)
- A todo que si (2016)
- Apaga la radio (2019)
- ¿Qué demonios hago yo aquí? Directo desde Madrid (2020)

### Con Rulo y la contrabanda
- El Doble De Tu Mitad (2015)

### Con Dani Martín
- Pequeño  (2010)
- «Por las Venas» (con Joaquín Sabina)   (2013)

### Con El Drogas
- Un día nada más (2016)

### Con Joaquín Sabina
- Lo niego todo (2017)

### Con Tarque
- Tarque (2019)
- Tanque Vol 2 (2023)

### Con Arde Bogotá
- La Torre Picasso (2024)